# 강만희
강만희(姜萬喜, 1947년 1월 20일 ~ )는 대한민국의 배우이다.

## 학력
- 경희대학교

## 출연

### 방송

#### 드라마
- 1983 KBS 2TV 객주
- 1983 KBS 1TV 고교생 일기
- 1985 KBS 1TV 오성장군 김홍일
- 1986 KBS 1TV 백마고지
- 1986 KBS 1TV 원효대사
- 1986 MBC TV 남한산성 - 오달제 역
- 1988 KBS 1TV 따뜻한 남쪽나라
- 1989 KBS 2TV 무풍지대
- 1989 KBS 1TV 역사는 흐른다
- 1990 KBS 2TV 파천무
- 1990 KBS 1TV 왕조의 세월
- 1990 KBS 2TV 야망의 세월
- 1992 KBS 2TV 내일은 사랑
- 1994 KBS 2TV 한명회
- 1995 KBS 2TV 장녹수
- 1995 KBS 2TV 서궁
- 1995 KBS 1TV 찬란한 여명
- 1996 KBS 2TV 조광조
- 1996 KBS 1TV 용의 눈물 - 영락제 역
- 1998 KBS 1TV 왕과 비
- 2000 KBS 1TV 태조 왕건 - 전이갑 역 161회에서 전사
- 2001 SBS TV 여인천하
- 2001 KBS 2TV 명성황후 - 윤웅렬, 고무라 주타로 역 (1인 2역)
- 2002 KBS 1TV 제국의 아침 - 환관 역
- 2002 KBS 2TV 장희빈 - 최효원 역
- 2006 SBS TV 연개소문
- 2006 KBS 1TV 서울 1945 - 타츠야 헌병대장 역

### 영화
- 1992 언제나 막차를 타고 오는 사람
- 2008 맨데이트: 신이 주신 임무

## 역대 선거 결과
| 선거명      | 직책명           | 대수 | 정당         | 득표율 | 득표수    | 결과       | 당락 |
| ----------- | ---------------- | ---- | ------------ | ------ | --------- | ---------- | ---- |
| 제14대 총선 | 국회의원(전국구) | 14대 | 신정치개혁당 | 1.8%   | 369,044표 | 전국구 9번 | 낙선 |

1. ↑  “「고교생일기」 姜萬喜 출연학생과 진짜운동”. 《경향신문》. 1984년 7월 25일. 2021년 8월 27일에 확인함.